# Петрово-Соловово, Борис Михайлович
Бори́с Миха́йлович Петрово́-Соловово́ (1861—1925) — командир лейб-гвардии Гусарского полка, генерал-майор Свиты, рязанский губернский предводитель дворянства.

## Биография
Происходил из дворян Тамбовской губернии. Землевладелец той же губернии (2000 десятин). Родился 3 (15) сентября 1861 года — сын отставного полковника Кавалергардского полка Михаила Фёдоровича Петрово-Соловово (1813—1885) и жены его Евдокии Васильевны, урожд. Сухово-Кобылиной (ум. 1893). Старший брат Василий — земский деятель.
Общее образование получил в Катковском лицее, курс которого окончил в 1881 году. В 1885 году вступил в лейб-гвардии Гусарский Его Величества полк вольноопределяющимся 1-го разряда, а в 1887 году выдержал офицерский экзамен при 2-м военном Константиновском училище по 1-му разряду и был произведён корнетом в свой полк.
Чины: поручик (1890), штабс-ротмистр (1891), ротмистр (1894), полковник (1897), генерал-майор с зачислением в Свиту (1905).
В лейб-гвардии Гусарском полку состоял заведующим офицерским собранием, заведующим полковым оружием, и. д. полкового адъютанта, членом полкового суда, а затем и председателем полкового суда. В 1894 году был назначен командиром 4-го эскадрона, в 1900 году — помощником командира полка по хозяйственной части. Был пожалован в полковники 6 декабря 1897 года, во флигель-адъютанты — в 1902 году.
9 февраля 1904 года назначен командиром 3-го драгунского Сумского полка, а 24 сентября 1905 года переведён на ту же должность в лейб-гвардии Гусарский Его Величества полк. 11 августа 1907 года был уволен в отпуск для лечения болезни, с отчислением от должности, с оставлением в Свите и с зачислением по гвардейской кавалерии. 30 ноября 1907 года назначен командиром 1-й бригады 1-й гвардейской кавалерийской дивизии. 24 января 1914 года отчислен от занимаемой должности, а 8 февраля того же года утверждён рязанским губернским предводителем дворянства, согласно избранию, на трехлетие.
С началом Первой мировой войны, 25 июля 1914 года был назначен генералом для поручений при Верховном Главнокомандующем; 23 сентября 1917 года уволен от службы за болезнью с мундиром и пенсией. В сентябре 1917 года рязанское имение Петрово-Соловово при селе Варские, Рязанского уезда, было разгромлено и разграблено крестьянами. Дальнейшая судьба Б. М. Петрово-Соловово неизвестна. Умер в 1925 году.
Был женат на фрейлине Елизавете Андреевне Пантелеевой (род.1883), дочери тайного советника А. В. Пантелеева.

## Воспоминания современников
Генерал Брусилов:

Командир гусарского полка Петрово-Соловово был честнейший и откровеннейший человек; я очень его любил. Не знаю, где он и что с ним случилось.

Дальний родственник Петрово-Соловово, князь В. С. Трубецкой:

Он был человек живой и весёлый. Мы, дети, звали его «чёрный дядя Боря». Петрово-Соловово в своё время командовал фешенебельным Лейб-гусарским полком, был очень популярен в гвардейской кавалерии и к тому же пользовался личным расположением самого великого князя Николая Николаевича. Человек он был богатый, независимый и добродушный.

## Награды
- Орден Святого Станислава 3-й ст. (1892);
- Орден Святой Анны 3-й ст. (1896);
- Орден Святого Станислава 2-й ст. (1898);
- Орден Святой Анны 2-й ст. (1902);
- Орден Святого Владимира 3-й ст. (1909);
- Орден Святого Станислава 1-й ст. (1913);
- Орден Святой Анны 1-й ст. (ВП 22.12.1914);
- Орден Святого Владимира 2-й ст. (ВП 10.04.1916).
- медаль «В память царствования императора Александра III» (1894)
- медаль «В память коронации Императора Николая II» (1896)
- медаль «За труды по первой всеобщей переписи населения» (1897)

Иностранные:
- черногорский Орден Князя Даниила I 4-й ст. (1890)
- бухарский Орден Золотой Звезды 3-й ст. (1896)
- бухарский Орден Золотой Звезды 1-й ст. с алмазами (1907)
- Сиамский Орден Короны 1-й ст. (1907)